# Тишин, Борис Иванович
Бори́с Ива́нович Ти́шин (2 января 1929, Москва — 28 августа 1980) — советский боксёр первой средней весовой категории, выступавший за сборную СССР в 1950-е годы. Бронзовый призёр летних Олимпийских игр в Хельсинки, обладатель бронзовой медали чемпионата Европы, неоднократный победитель и призёр национальных первенств, мастер спорта. Представлял московское добровольное спортивное общество «Крылья Советов».

## Биография
Борис Тишин родился 2 января 1929 года в Москве. Впервые заявил о себе на чемпионате СССР 1950 года, сумел в полусреднем весе дойти до финала, но в последнем матче всё-таки проиграл титулованному боксёру Сергею Щербакову, получив серебряную медаль. В следующем сезоне соревновался уже в первой средней весовой категории и на этот раз взял золото — за это достижение получил звание мастера спорта. Благодаря череде удачных выступлений удостоился права защищать честь страны на летних Олимпийских играх 1952 года в Хельсинки, в итоге завоевал здесь бронзовую медаль, уступив южноафриканцу Теунису ван Шалквику.
В течение двух последующих лет Тишин ещё дважды становился чемпионом Советского Союза, а в 1953 году на первенстве Европы в Варшаве пополнил медальную коллекцию ещё одной бронзой. Примечательно, что в ходе своей карьеры Борис Тишин трижды встречался со знаменитым венгерским боксёром Ласло Паппом и один раз ему даже удалось выиграть.
Умер 28 августа 1980 года.